# Aloys Ndimbati
Aloys Ndimbati   (Kibuye, dècada del 1950 - 1997) és un criminal de guerra ruandès que roman pròfug, buscat per la seva presumpta participació en el genocidi de Ruanda el 1994. Segons la seva ordre d'arrest, quan era alcalde de la comuna de Kibuye, Gisovu, va estar present en el lloc i va participar en la matança de tutsis a Kibuye.
Ndimbati ha estat acusat de genocidi, complicitat en genocidi, incitació directa i pública per cometre genocidi, i també càrrecs per homicidi, extermini, violació i persecució com crims de lesa humanitat. El Tribunal Penal Internacional per a Ruanda va referir el cas a les autoritats ruandeses al juny de 2012.